# Classe inversa
Segons la UNESCO, les TIC (Tecnologies de la Informació i la Comunicació) són eines que “poden complementar, enriquir i transformar l'educació”. En els darrers anys, aquestes eines s'han anant introduint en el món progressivament a les aules de manera molt variada en tots els nivells educatius. L'aparició d'aquestes noves tecnologies digitals, en aquest sentit, ha anat oferint noves possibilitats i noves vies en l'ensenyament i l'aprenentatge.
Un dels mètodes d'ensenyament i aprenentatge que poden aprofitar aquestes propietats de les TIC és la classe inversa (en anglès, flipped classroom o flip teaching). És un sistema segons el qual els estudiants aprenen nous continguts per mitjà de les TIC, normalment fora de l'aula, per després realitzar activitats de caràcter pràctic, de reforç o més individualitzades tutoritzades per un professor dins l'aula. Aquesta modalitat d'aprenentatge es pot combinar amb l'ensenyament semipresencial o mixt o B-learning (en anglès, blended learning), que utilitza el millor d'ambdós estils.

## Introducció
Una de les principals funcions de l'educació exigeix ensenyar als estudiants a aprendre a aprendre i ser capaços de continuar aprenent autònomament i desenvolupant-se en el seu entorn. Per aquest motiu, les TIC no poden excloure's del context educatiu, ja que “vivim envoltats de tecnologia, per tant l'educació ha d'anar-hi en sintonia tant en el seu ús com en el seu correcte aprofitament”.

En diferents sectors es demana un canvi en l'ensenyament, i la classe inversa es planteja com una bona manera de començar, i encara que no fa desaparèixer la part presencial, sí que promou l'aprenentatge autònom, la responsabilitat i organització de l'alumnat. 
"Si bé la classe magistral és una referència tradicionalment valorada, els nous temps i les noves actituds, així com les noves eines, permeten i a vegades exigeixen canvis en els procediments. No existeixen fórmules màgiques, i menys per a l'educació; tampoc existeixen receptes que siguin útils en totes les ocasions; amb tot, la classe inversa presenta un model nou facilitat per la tecnologia, que consolida el rol del professor com a facilitador, intermediari entre el coneixement i l'alumne, que ha de col·laborar activament en el seu propi aprenentatge i en la seva metodologia."

## Història

### Precedents

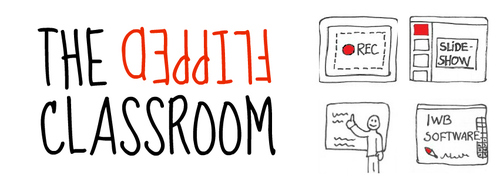
Classe inversa

El terme aula inversa, originàriament encunyat per Lage, Platt i Treglia (2000) com inverted classroom (IC) va ser utilitzat per a detallar l'estratègia de classe implementada en una assignatura específica (Economia), encara que es refereix a l'ús de tècniques similars en totes aquelles disciplines on el professor sol·licita l'apropament a temes específics previs a la classe (Talbert, 2012; Tucker, 2012). La diferència proposada en l'aula inversa és l'ús de tecnologia multimèdia (vídeo conferències, presentacions) per a accedir al material de suport fora de l'aula, la qual cosa el classifica dins el models mediats per la tecnologia.
Cal retrocedir fins al 2007 per explicar com aquest model d'aprenentatge ha arribat a les cotes de popularitat actual. Tot va començar a Woodland Park High School (Colorado, EUA) quan els professors de ciències Aaron Sams i Jonathan Bergmann van voler posar solució a un problema d'absentisme escolar, ja que molt sovint els alumnes havien de perdre classes a causa de desplaçaments per activitats esportives o d'altre tipus o, simplement, perquè estaven malalts.
La solució la van trobar en una revista de tecnologia: un programari amb el qual es podia gravar una presentació de Powerpoint amb veu i notes i, a més, el vídeo resultant podia compartir-se fàcilment. Al 2007, Sams i Bergmann van passar tot el seu material de classe al format vídeo i poc després van decidir utilitzar-lo amb tots els seus grups. Així doncs, s'invertia l'ordre tradicional en el procés ensenyament-aprenentatge.
Més o menys al mateix temps, Salman Khan va començar a crear vídeos tutorials de matemàtiques per a la seva neboda i els va publicar a Youtube. Ben aviat, els seus vídeos van passar a tenir un gran nombre de seguidors que necessitaven suport extra, així que Khan va decidir deixar la seva feina per dedicar-s'hi, creant vídeos de tota mena de disciplines.
Una altra forma de flipped classroom la trobem en l'anomenat Peer Instruction o instrucció entre iguals. El precursor d'aquest nou model pedagògic és Eric Mazur, professor de física a la Universitat Harvard. En una aula on es segueix aquest model, el professor planteja preguntes (conceptest) i els alumnes han de discutir i explicar als seus companys les respostes i els conceptes clau, havent llegit prèviament els materials de lectura de l'assignatura. D'aquesta manera, obtenen un feedback molt ric i variat: del professor, dels companys i d'ells mateixos.

### Evolució
Amb la incorporació de les noves tecnologies de la informació i la comunicació (TIC) el potencial del model de l'aula inversa ha augmentat de forma considerable. En primer terme, gràcies a l'arribada d'internet, però sobretot, per l'ús creixent en el seu moment de les eines Web 2.0. Internet permet l'aprenentatge virtual, és a dir, sense coincidència del docent i l'aprenent en l'espai ni el temps (aprenentatge asíncron), la qual cosa afavoreix aquest model d'aprenentatge. Avui dia, podem trobar una quantitat ingent de materials i recursos d'aprenentatge oberts, d'accés lliure i gratuït, de qualsevol disciplina que faciliten significativament l'accés a vídeos instructius per part de l'alumnat i que, alhora, possibiliten que l'estudiant esdevingui el protagonista del seu propi procés aprenentatge. Addicionalment, aquests continguts s'actualitzen ràpidament, la qual cosa repercuteix en una aprenentatge més durador. És important també destacar que els docents no només s'aprofiten d'aquests recursos oberts, sinó que a més creen els seus propis continguts per a compartir-los després amb altres persones a través de les eines digitals.

## Fonaments teòrics de l'aprenentatge

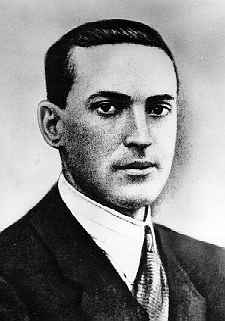
Vygotsky

La classe inversa no és una tècnica sinó un model pedagògic que troba les seves arrels en diferents arguments de base psicològica sobre l'aprenentatge centrat en l'estudiant. Aquest model es basa en dedicar el temps de classe a la realització d'activitats en les que l'alumnat és el protagonista de l'aprenentatge (resolent problemes, treballant de forma col·lectiva, elaborant projectes, etc.) i no a la realització d'explicacions teòriques que es poden efectuar en casa a través dels diferents mitjans tecnològics, permetent així l'adaptació dels diferents ritmes d'aprenentatge de l'alumnat.

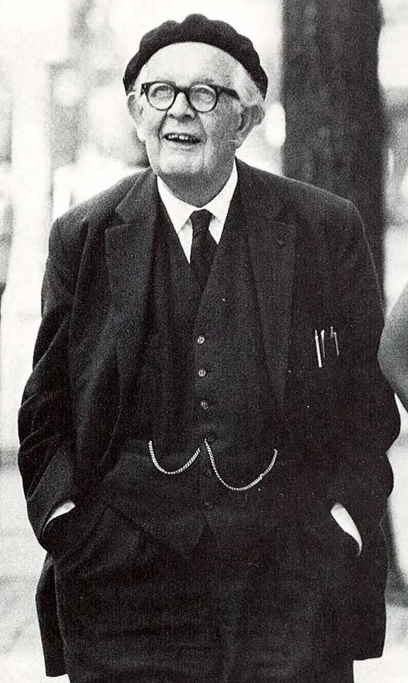
Jean Piaget

Aquest model pedagògic es considera un sub-model dels entorns mixtes, segons la taxonomia de Staker i Horn (2012). L'aprenentatge mixt o híbrid es defineix com un programa d'educació formal en el que els estudiants aprenen en línia, almenys en part, amb algun element controlat per l'estudiant pel que fa al temps, lloc o ritme; supervisat, almenys parcialment, de manera tradicional en algun lloc fora de casa i les modalitats del qual al llarg de cada ruta d'aprenentatge estan dissenyades de forma interconnectada per proporcionar un aprenentatge integrat (Christensen, Horn i Staker, 2013).
A més de considerar-se els aspectes tecnològics, la base teòrica de l'aprenentatge està íntimament relacionada amb el model constructivista: d'una banda amb la teoria del conflicte cognitiu exposat per Piaget, i, d'altra banda i més especialment amb Vygotsky i la zona de desenvolupament pròxim (ZDP), en quant al procés de construcció col·laborativa, qüestionament i resolució del problema en un treball conjunt.
Així mateix, la teoria de l'aprenentatge experiencial de Kolb (1984), fonamentada en Piaget, Dewey i Lewin, basada en un “cicle d'aprenentatge continu en el que s'experimenta, reflexiona, contempla i actua sobre el que s'aprèn” (Coufal, 2014), es considera com la part essencial dels enfocaments de l'aprenentatge centrat en l'alumne. El model d'aprenentatge experiencial descriu dues formes relacionades de comprendre: l'Experiència Concreta (CE) i les Conceptualitzacions abstractes (AC), i, al mateix temps, dues formes de transformar les experiències: l'Observació Reflexiva (RO) i l'Experiència Activa (AE), relacionant-se amb els estils d'aprenentatge en implicar quatre moments en la construcció del coneixement (experimentar, reflexionar, pensar i actuar),sobre els que cada individu elegeix preferentment (Kolb i Yeganeh, 2009).

## Principis de la classe inversa

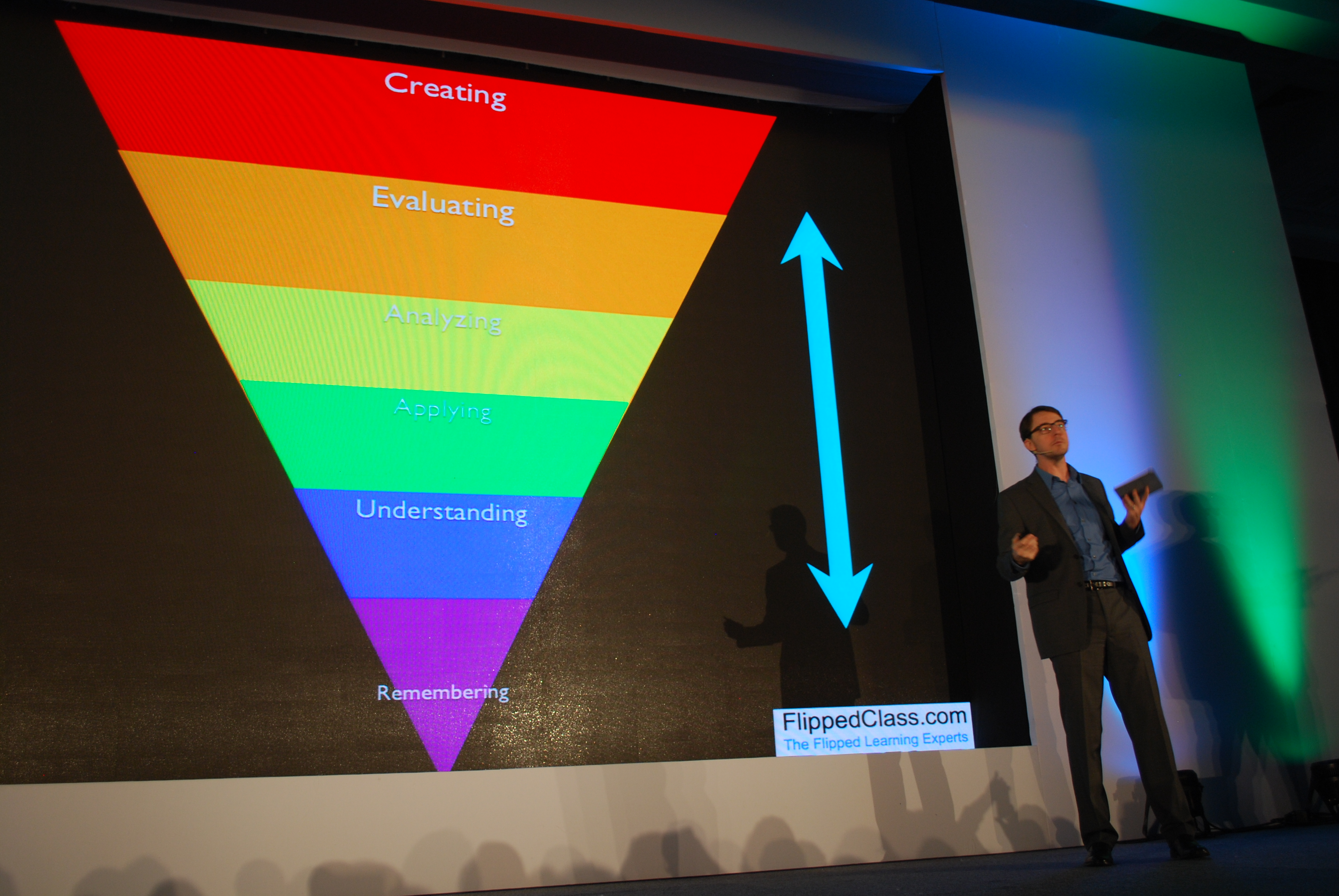
Aaron Sams, co-fundador de la FLN

Per contrarestar conceptes erronis comuns i oferir als educadors un marc pràctic per a la classe inversa, la junta de govern i els principals dirigents de la FLN (Flipped Learning Network, Xarxa d'Aprenentatge Invers) van establir una definició formal del terme: 
“L'ensenyament invertit és un enfocament pedagògic en el qual la instrucció directa es mou des de l'espai d'aprenentatge col·lectiu cap a l'espai d'aprenentatge individual, i l'espai resultant es transforma en un ambient d'aprenentatge dinàmic i interactiu en el qual l'educador guia els estudiants a mesura que s'apliquen els conceptes i es pot participar creativament en la matèria“.
A l'article de la FLN “What is flipped learning?” es defineixen els principis fonamentals de la classe inversa utilitzant la paraula anglesa FLIP com a sigles dels principis bàsics:
- Flexive Environment (Entorn Flexible). Els educadors creen espais adaptables on els alumnes elegeixen quan i on aprenen. A més, els educadors que inverteixen les seves classes són flexibles en les seves expectatives, en els temps d'aprenentatge i en l'avaluació dels estudiants.
- L''earning Culture (Cultura d'Aprenentatge). El model d'aprenentatge invers canvia deliberadament la instrucció cap a un enfocament centrat en l'alumne, que en el temps de classe es dedica a explorar els temes amb més profunditat i crear més oportunitats d'aprenentatge. Els estudiants participen activament en la construcció del coneixement, ja que participen i avaluen el seu aprenentatge d'una manera que pot ser personalment significativa .
- Intentional Content (Contingut Intencional). Els educadors pensen contínuament sobre com poden utilitzar el model de classe inversa per ajudar els estudiants a desenvolupar la comprensió conceptual i la fluïdesa de procediment. Els professors fan servir contingut intencional per maximitzar el temps de classe a fi d'adoptar mètodes i estratègies actives d'aprenentatge centrats en l'estudiant.
- Professional Educator (Educador Professional): el professor esdevé guia en el procés d'ensenyament / aprenentatge.

Juntament amb la definició, la FLN estableix una llista d'onze indicadors de suport per als educadors, com un marc de referència, ja que pot ajudar a determinar l'eficàcia del model. Es tracta d'un “full de ruta” que conté els principis de l'ensenyament invertit“:
F - Entorn Flexible:

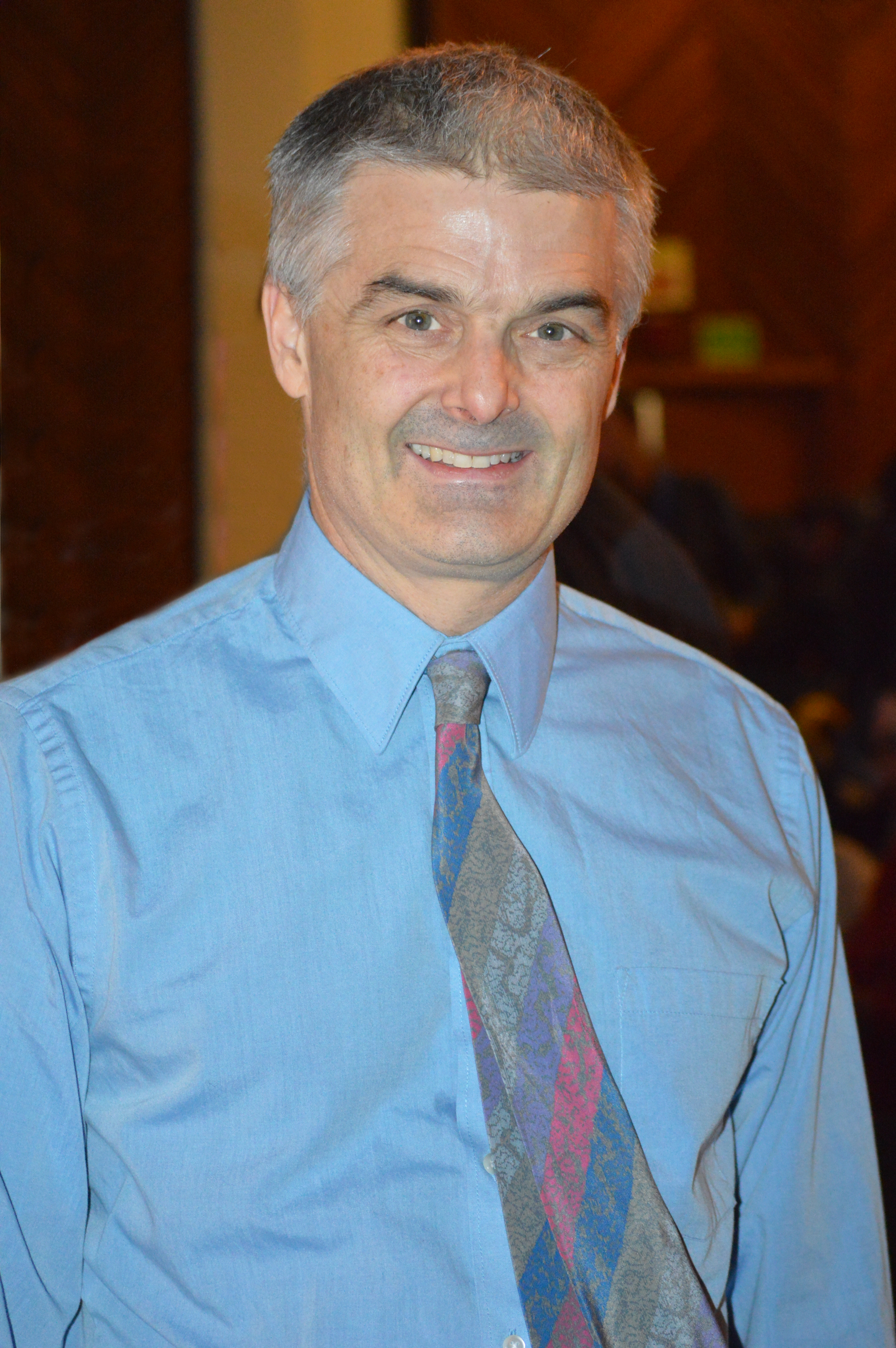
Jonathan Bergmann, co-fundador de la FLN

- F1. Estableixo espais i marcs de temps que permeten els estudiants interactuar i reflectir al seu aprenentatge com ho necessitin
- F2. Observo i monitoro els estudiants contínuament per fer ajustaments apropiats.
- F3. Ofereixo als estudiants diferents maneres d'aprendre el contingut i de demostrar-ne el seu domini.

L - Cultura d'Aprenentatge:
- L1. Dono als estudiants les oportunitats per comprometre's en activitats significatives sense que el professor en sigui el centre.
- L2. Faig la bastida d'aquestes activitats i les faig accessibles als estudiants mitjançant la diferenciació i la retroacció.

I - Contingut Intencional:
- I1. Prioritzo conceptes utilitzats en la instrucció directa pels aprenents/ discents per a què ells mateixos hi accedeixin.
- I2. Creo i / o recopilo contingut rellevant (normalment vídeos) per als meus estudiants.
- I3. Diferencio per fer a tots els estudiants que el contingut sigui accessible i rellevant.

P - Educador Professional:
- P1. Sóc accessible a tots els estudiants per oferir retroacció individual, grup petit i grup classe en temps real quan es necessita.
- P2. Condueixo avaluacions formatives contínues durant el temps de classe mitjançant l'observació i les dades registrades per informar en una instrucció futura.
- P3. Col·laboro i tinc en compte altres educadors i em faig responsable de transformar la meva pràctica.

## El canvi de rol dels participants

### El rol del docent
La utilització de les tecnologies en xarxa canvia el rol del professor de la mateixa manera que canvia les relacions entre professor i alumne amb els recursos educatius i els processos d'aprenentatge. L'entorn virtual exigeix una figura diferent del docent, és a dir, un canvi radical de les seves funcions tradicionals, mentre es diversifiquen les formes de participació en el procés d'aprenentatge (Freire, 2009).
A continuació, es detallen els sis aspectes que un docent de classe inversa ha de tenir en compte:
Conceptualització de l'assignatura
- Definir les competències.
- Conceptualitzar les activitats.

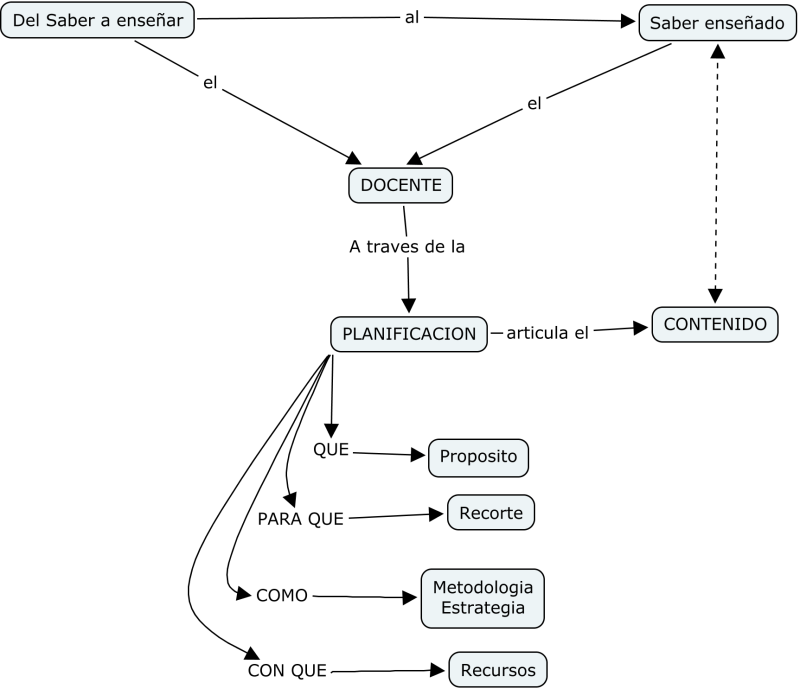
Planificació dels continguts

- Seleccionar les eines que s'utilitzaran.
- Elaborar i seqüenciar els recursos d'aprenentatge.

Planificació conjunta del programa i activitat d'aprenentatge
- Dissenyar el programa real de l'assignatura o activitat.
- Temporitzar les activitats.
- Concretar i descriure les activitats d'aprenentatge.

Gestor del procés d'aprenentatge

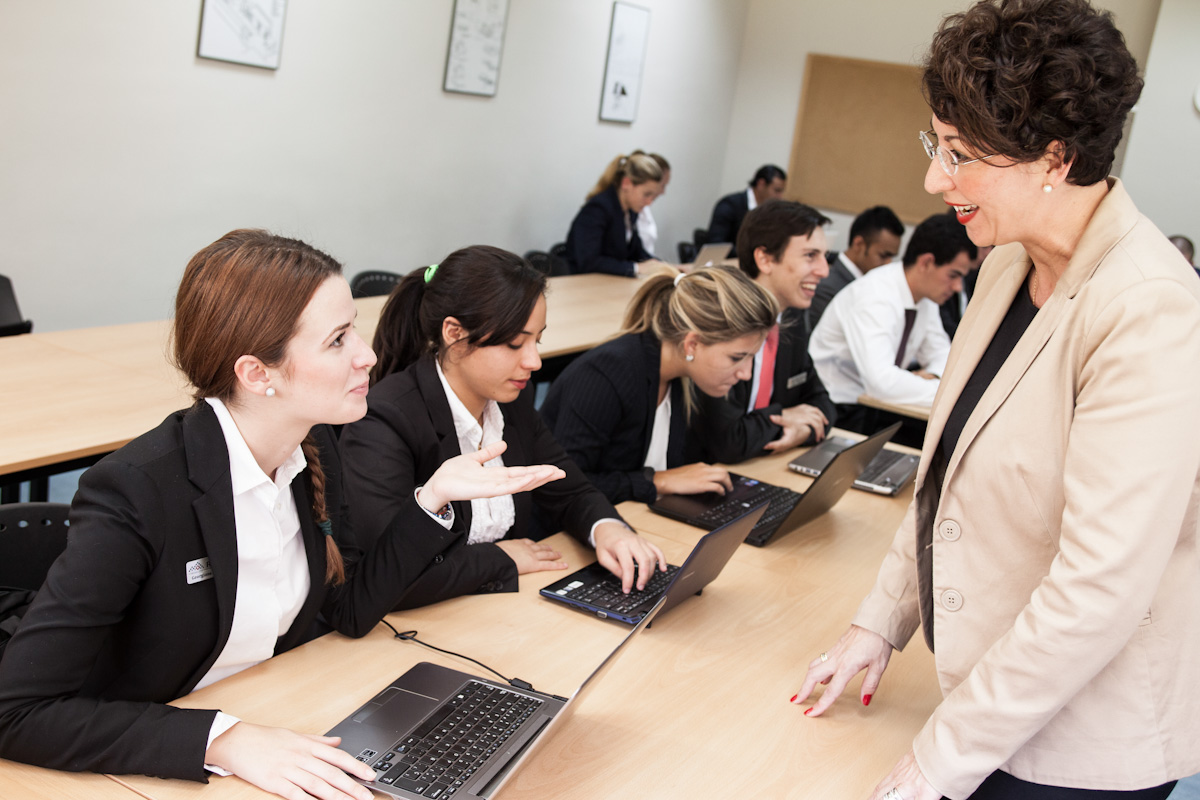
Les classes són més interactives

- Deixar de ser l'única font d'informació i convertir-se en assessor, mediador i guia de les fonts d'informació.
- Proposar activitats alternatives per aconseguir els objectius d'aprenentatge.
- Moderar les activitats d'aprenentatge.
- Proposar temporitzacions concretes.
- Valorar i avaluar les activitats d'aprenentatge.

Dinamitzador del procés d'aprenentatge
- Resoldre i anticipar dubtes.
- Plantejar preguntes per augmentar la comprensió.
- Acompanyar i atendre processos d'aprenentatge personalitzats.
- Animar als estudiants a interaccionar entre ells.
- Guiar el procés d'aprenentatge, presentar informació, recordar activitats, etc.

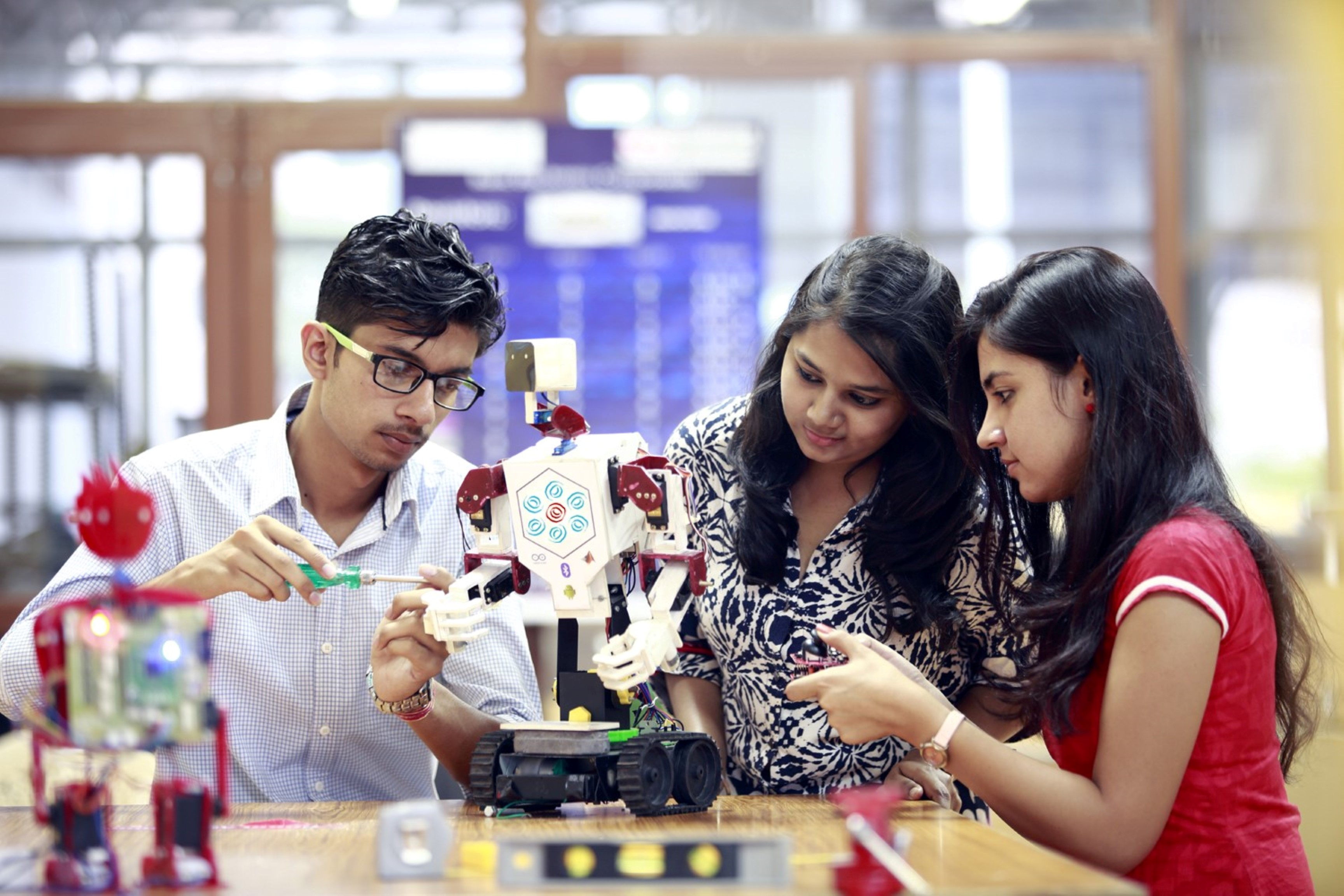
Aprenentatge col·laboratiu

Motivador i animador de la interacció en xarxa
- Crear una atmosfera agradable, informal i efusiva de suport.
- Dinamitzar i afavorir el treball en equip.
- Fer un seguiment personalitzat dels estudiants.
- Valorar les aportacions personals.
- Afavorir la metacognició afectiva: preguntar als estudiants com se senten.

Avaluador del procés d'aprenentatge
- Realitzar avaluació contínua: seguiment del procés.
- Fer retroalimentació personalitzada.
- Pot fer ús de l'autoavaluació i coavaluació.

### El rol del discent
A la classe inversa s'utilitza l'aprenentatge en línia, fet que situa l'estudiant al centre del procés, i el converteix en una figura central a l'entorn del qual pivoten el centre educatiu i l'acció docent. L'estudiant que aprèn en xarxa exerceix un rol molt més actiu i participatiu que en l'ensenyament presencial tradicional, en què assumia sovint un paper passiu. L'estudiant que aprèn en línia construeix les seves representacions, forma conceptes i resol problemes. En definitiva, l'estudiant en línia és un agent actiu del seu propi procés d'aprenentatge.
En aquest sentit, aquest estudiant ha de tenir en compte alguns elements que defineixen el seu rol i la seva vivència de l'experiència d'aprenentatge. Alguns coincideixen amb els proposats per Borges (2007):
- És actiu i gestiona el seu propi procés d'aprenentatge. L'estudiant que aprèn en línia no ha de desenvolupar un aprenentatge mecànic en el qual adquireixi els coneixements de manera receptiva, sinó que ha de ser un subjecte actiu i protagonista del seu propi procés d'aprenentatge. En conseqüència, ha de ser proactiu i autònom, mostrant iniciativa en el seu aprenentatge i en el seu acompliment durant el curs.
- Construeix el seu propi coneixement a partir del material d'estudi i també de la relació amb els companys i el professor: aprèn de tots i aprèn amb ells també. Per tant, malgrat que es tracta d'un entorn virtual, interactua amb els seus iguals i amb el docent, sol·licita ajuda, col·labora i manté una bona atmosfera a l'aula virtual.
- Organitza el seu temps adequadament, de manera que compatibilitza la dedicació acadèmica amb les obligacions laborals i familiars. En aquesta línia, la flexibilitat esdevé un element clau. Cal destacar que l'aprenentatge en línia no és més difícil ni més senzill que aprendre en un entorn virtual, però implica un esforç i requereix una disciplina.

- Du a terme el procés formatiu a través de l'entorn tecnològic.

Al mateix temps, i segons Bennet B., Kern J., Gudenrath A. i McIntosh, P. (2011), durant la part presencial i en línia de la classe inversa:
- Els estudiants porten a terme les discussions sobre el contingut que han après fora de la classe i en ella, s'amplien i, inclús, arriben a assolir nivells superiors de pensament crític.

- El treball col·laboratiu a l'aula és més fluid, els alumnes es desafien intel·lectualment i experimenten amb allò que més interès o curiositat els crea.

- Es produeix una situació d'aprenentatge o tutorització entre iguals, ja que els estudiants col·laboren entre ells sense la presència necessària del professor. El resultat d'això són alumnes compromesos entre ells que, a més, se senten reconeguts de forma individual, segurs, fet que, al mateix temps, redueix el nivell d'ansietat en l'entorn educatiu.

### El rol de les famílies
La comunitat educativa no sols està formada pels estudiants, els professors i el centre educatiu, sinó també per les famílies. Aquestes són una part fonamental d'aquest procés de l'ensenyament, per això, per al que esdevingui satisfactori, s'ha de tenir-les en compte.
Existeixen diferents tipus de famílies quant al nivell de compromís amb l'escola i l'ensenyament dels fills, hi ha famílies més involucrades i d'altres que no ho són tant. Tradicionalment, en les etapes inferiors educatives, s'ha requerit i s'ha tingut més en compte el paper de les famílies en el procés d'ensenyament; mentre que, a les etapes d'edats més avançades, i coincidint amb l'augment de responsabilitat i compromís per part dels alumnes, aquest paper ha anat disminuint.
No obstant, quan es desenvolupa la metodologia de la classe inversa, en edats inferiors i en nivells educatius d'Educació Secundària o Batxillerat, es fa, novament, necessari comptar amb les famílies. És important informar-les sobre l'aplicació d'aquesta metodologia i justificar el seu ús des d'un punt de vista normatiu i pedagògic. Explicar-hi com s'invertirà la classe tradicional i perquè, quin serà el nou canal de comunicació, l'evolució del procés i com s'avaluarà. Per informar-les i fer-les partícips del procés educatiu, es poden realitzar reunions generals o tutories personals, redactar les explicacions i enviar-les per correu o també es poden gravar vídeos explicatius sobre com funciona la classe inversa i enllaçar-los a la web del centre o enviar-los per correu electrònic.

## Classe tradicional vs. classe inversa

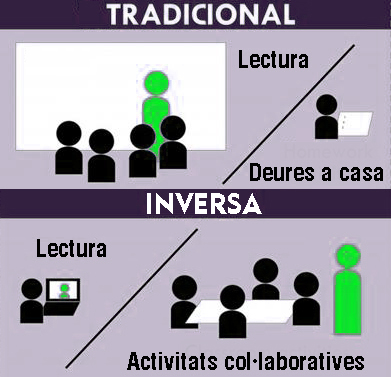
Tradicional vs. inversa

Invertir una classe implica un enfocament integral el qual és la combinació entre l'ensenyament presencial directa amb mètodes de perspectiva constructivista de l'aprenentatge “que aplicats adequadament poden sustentar totes les fases del cicle d'aprenentatge que componen la taxonomia de Bloom”[15]
Per tant, aquesta nova organització en els continguts permet disposar de més temps dins les aules, la qual cosa permet aprofitar-ho per augmentar la participació de l'alumnat a través de preguntes, debats, realització d'activitats, exploració i aplicació de tasques relacionades amb els continguts adquirits de forma autònoma.[
Finalment cal esmentar que "han de ser els estudiants qui construeixin el significat d'aquest coneixement (Weimer, 2013), configurant-se com a part central del procés d'aprenentatge (Bennet et al., 2011). A més, la classe inversa fomenta la curiositat i el treball col·laboratiu per part dels estudiants, donant un major pes a aquests aspectes que la classe tradicional (Brooks i Brooks, 1999)"[16]
Característiques comparades
| Classe tradicional | Classe inversa |
| --- | --- |
| - Els alumnes no necessiten preparar res abans de començar-la. | - L'estudiant “rep” el coneixement fora de l'aula, mitjançant les activitats diverses que ha preparat el professor, normalment a través de les TIC. |
| - El professor és el que prepara la seva “classe magistral” mentre que els alumnes no saben què faran o què aprendran o, com a mínim, en tenen poca informació abans. | - Durant la classe, els estudiants realitzen activitats que reforcen aquests continguts i desenvolupen les competències que han d'assolir.          |
| - El professor assumeix el que és important o rellevant en els continguts, i els ho transmet a través dels materials preparats.                                       | - El professor recolza el coneixement mitjançant preguntes i / o dubtes concrets sobre el que prèviament ja han preparat.                           |
| - Després de classe, els alumnes realitzen tasques amb l'objectiu de fixar els continguts que “han rebut” abans.                                                      | - El professor també pot identificar on poden aparèixer dificultats i ofereix retroacció individualitzada.                                          |
| - El professor avalua en una altra classe els coneixements que els alumnes han estudiat a casa i els proporciona retroacció.                                          | - Els alumnes segueixen aprenent de manera significativa i es preparen per a una avaluació formativa de tot el procés.                              |
| - Els alumnes han de seguir el ritme marcat pel professor. | - Els alumnes marquen els seu propi ritme. |

## Metodologies
La flipped classroom o classe inversa s'emmarca en el model B-learning, ja que els materials que tradicionalment s'havien treballat dins l'aula, ara es treballen fora gràcies a la incorporació de les TIC en el context educatiu actual. Els alumnes visualitzen continguts en línia mitjançant vídeos, podcasts, material multimèdia, presentacions, animacions, etc. els quals tenen una durada de 5 a 10 minuts idealment. A posteriori, els estudiants han de realitzar diferents tipus de tasques de discussió o fan treballs de recerca a casa per poder relacionar conceptes a l'aula sota el guiatge d'un docent que els proporcionarà feedback adequat (Lakmal y Dawson, 2014). Amb l'aplicació d'aquest model, doncs, estem implementant l'ús del mètode inductiu per a l'adquisició de nous coneixements.
Els principis de la metodologia Flipped Classroom permeten la seva utilització en un ventall ampli de metodologies que tenen com a fonament els principis del constructivisme, és a dir, l'aprenentatge autònom i individual de l'alumne així com l'aprenentatge col·laboratiu, en grup, per generar coneixement. Lowell et al. (2013) suggereixen que aquesta metodologia representa una combinació única d'aquestes teories de l'aprenentatge, abans considerades incompatibles. Aquest model combina, d'una banda, les activitats sobre la resolució de problemes fonamentades en el constructivisme i de l'altra, lliçons instructives derivades de mètodes d'instrucció directa basades en el conductisme. Malgrat això, Mason et al. (2013) afegeixen que la classe inversa pot tenir un paper clau en la creació dels engranatges de l'educació moderna donat que allibera temps per a realitzar activitats centrades en l'alumne i, a més, els encoratja a esdevenir alumnes autònoms.
Amb la incorporació de les TIC i, sobretot, de les eines Web 2.0, el potencial educatiu de la classe inversa s'ha multiplicat atès que ofereixen recursos per a la interacció entre els discents mateixos, i entre el docent i els discents. D'altra banda, les opcions per a proporcionar informació rica i variada també augmenten, tot facilitant la tasca dels docents que, avui dia, disposen de repositoris amb gran quantitat de materials per implementar aquest model.
Jackie Gerstein (2012) ens proposa una sèrie de quatre activitats que ens permet encaixar els principis del flipped learning en una estructura bàsica:
- Experience (Experiència). Se centra en exercicis d'experiència, actius i significatius per als alumnes.
- What (Què). Els alumnes exploren els continguts que han estat facilitats pel docent, ja siguin vídeos amb les classes gravades, àudios, pàgines web.
- So What (I Què). Consisteix en la reflexió de l'alumne, el qual reconstrueix el contingut a partir de la reflexió realitzada, utilitzant blogs, audiovisuals o interacció a l'aula
- Now What (Ara Què). Els alumnes presenten, valoren i justifiquen els aprenentatges realitzats a través de pròpies produccions i presentacions visuals dissenyades per ells.

## La classe inversa combinada amb altres mètodes educatius
La classe inversa és una metodologia que ofereix molts avantatges, entre ells, la virtut de no ser un model tancat, sinó obert que permet la seva fusió amb altres models i metodologies educatives. De fet, a voltes, es combinen més d'un model en un mateix procés d'ensenyament-aprenentatge.
Existeixen nombrosos enfocaments educatius amb els que s'ha combinat la classe inversa.

### Flipped learning +Peer Instruction
La Peer instruction o instrucció entre iguals, desenvolupada pel professor Eric Mazur, que consisteix en respondre una qüestió plantejada pel professor a través del debat, la discussió i l'explicació dels diferents punts de vista entre l'alumnat, encaixa perfectament amb la classe inversa, ja que, en elles, l'alumnat arriba a un nivell més elevat de pensament crític i la tutorització entre iguals és, moltes voltes, més efectiva que les explicacions del professorat.

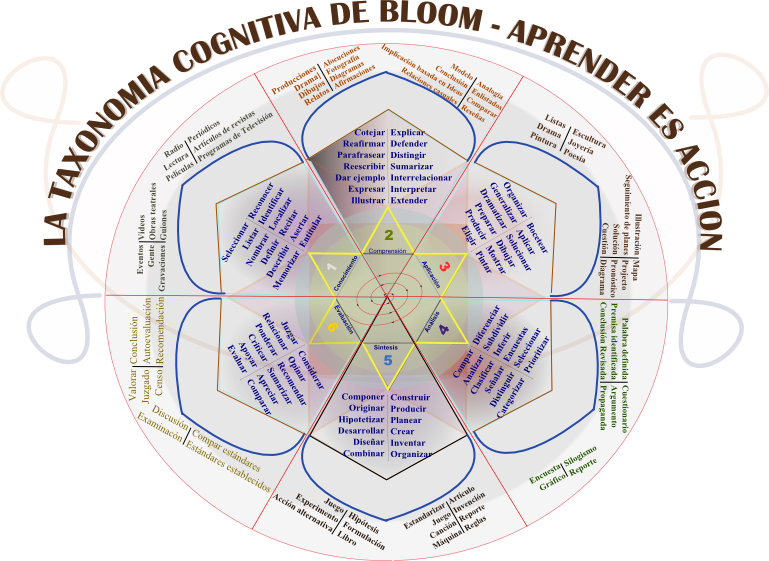
La rosa de Bloom: Aprendre és acció

### Flipped mastery learning
És una estratègia i filosofia educativa proposada per Benjamin Bloom el 1968 i es basa en el fet que els estudiants abans de continuar aprenent la informació subsegüent, deuen assolir un nivell de perfeccionament en coneixements previs. Així doncs, els professors comencen a organitzar el contingut entorn a objectius específics. Els estudiants treballen els continguts del curs al seu propi ritme i en arribar al final de la unitat han de mostrar el domini dels objectius d'aprenentatge, a través de vídeos, fulls de treball, projectes, etc. abans de passar a la següent unitat i així successivament (Bergmann i Sams, 2012).
Són dos els reptes d'aquest model flipped-mastery: el primer, el de lliurar la instrucció a estudiants amb diferents nivells d'aprenentatge i comprensió; i, el segon, el de portar a terme una avaluació sumativa quan l'alumne s'hagi d'avaluar d'un mateix domini més d'una vegada.

### Flipped adaptive learning
L'aprenentatge adaptatiu (Flipped adaptive learning) és un mètode educatiu que utilitza un algorisme per orquestrar la interacció entre el professorat i l'alumnat, adaptant els recursos i les activitats d'adquisició a les necessitats específiques de cada alumne per maximitzar l'aprenentatge del mateix. Així, els professors poden organitzar de forma més satisfactòria els temps i els continguts i, sobretot, obtenir informació de les àrees que els seus alumnes dominen i en aquelles en les que hi tenen deficiències o s'han de millorar.
Aquest tipus d'aprenentatge coincideix amb les característiques de la classe inversa, ja que considera que un aprenentatge a mida no es pot aconseguir utilitzant enfocaments tradicionals i no adaptatius.

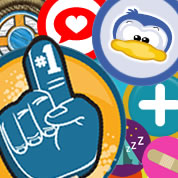
A la ludificació s'utilitzen recompenses pels premiar els progressos.

### Flipped learning + gamification
La ludificació o gamification (en la seva versió en anglès) es basa en l'aplicació dels elements del disseny i els principis del joc en contextos que tradicionalment no pertanyen a aquest camp. Aquest mètode s'entén com un pas endavant en el model Flipped-Mastery i es caracteritza per utilitzar elements del disseny de jocs per millorar el compromís i motivació dels estudiants. Els resultats de la investigació Fun Theory mostren que la diversió pot canviar el comportament de les persones en un sentit positiu, el mateix efecte que tenen en l'educació (Volkswagen, 2009). I, per això, és molt adient la seva combinació amb la classe inversa, ja que ambdues experiències es porten a terme a través de l'ús de les TIC.
Un bon exemple seria convertir les classes d'educació física en un videojoc tan conegut pels alumnes com es el FIFA.

### Flipped learning +aprenentatge cooperatiu
Aquest enfocament metodològic casa perfectament amb les característiques de la classe inversa, ja que es basa en el treball en equip. Aquest fomenta l'aprenentatge actiu i aprofita el potencial que ofereixen les diferències que existeixen entre els estudiants. D'aquesta forma, el docent pot desplaçar l'explicació o part teòrica de la matèria fora de la classe, seguint la metodologia de la classe inversa, i dedicar el temps de classe per a elaborar tasques, resoldre problemes, cooperar amb el grup, etc. (Fortanet, González, Mira Pastor y López Ramón, 2013).

### Flipped learning +aprenentatge basat en problemes
L'aprenentatge basat en problemes o reptes (ABP) és una metodologia d'aprenentatge que es basa en el plantejament d'un problema real, un interrogant o una situació problematitzada a l'estudiant, el qual s'encarregarà d'investigar i obtenir els coneixements necessaris per resoldre la situació plantejada. És una metodologia molt atractiva per combinar-la amb la classe inversa perquè motiva els estudiants a aprofitar ela avantatges de les eines TIC per resoldre problemes de la vida quotidiana, fer-ho de forma col·laborativa i compartir les seves experiències arreu del món.

### Flipped learning + Teach back
El mètode teach-back method o show-me method neix en el camp de la salut i la sanitat, i és la comunicació o resposta que confirma que s'ha entès el que s'ha explicat prèviament. En el context educatiu suposa una recapitulació a través de sistemes de respostes de l'alumne, sobre la informació que ha estat proporcionada amb anterioritat pel professor. Això proporciona una retroacció constant i el professor obté informació sobre l'estat de la qüestió i l'actuació, participació i compromís dels estudiants. Aquesta metodologia s'adapta perfectament a la de la classe inversa, ja que l'objectiu principal és crear classes més interactives, fent participar en els estudiants després d'haver vist els vídeos sobre la part teòrica a casa.

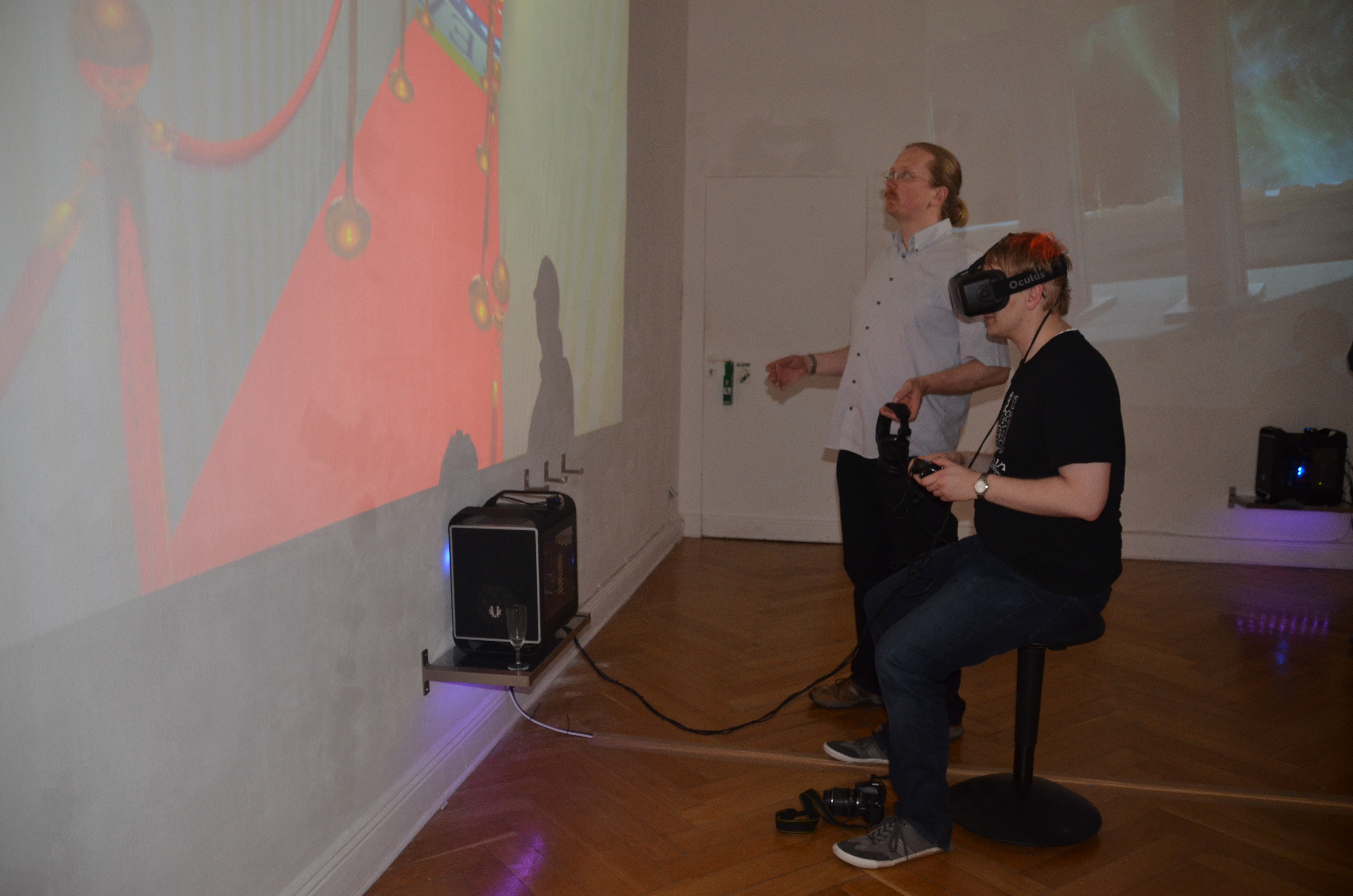
Experimentant Virtual Reality.

### Flipped learning +Realitat Virtual
La realitat virtual (RV) és la representació de les coses mitjançant una simulació per ordinador, el resultat de la qual sembla real i amb el que sovint es pot interaccionar. La unió d'aquesta tecnologia amb la metodologia de la classe inversa, fonamentalment, activa i centrada en l'alumne, resulta molt positiva pel fet que amb la primera s'aconsegueix captar l'atenció de l'alumnat i li permet viure experiències a través de la representació de diferents mons interactius relacionats amb els continguts educatius. A més, aquestes representacions i materials tenen una alta qualitat i ambdues tècniques poden usar-se combinades amb la ludificació.

### Flipped learning +aprenentatge servei (ApS)
L'aprenentatge servei és una metodologia activa, que combina l'aprenentatge de continguts, competències i valors, integrant l'aprenentatge experiencial i el desenvolupament de la responsabilitat cívica dels estudiants amb la participació d'aquests en les tasques de la comunitat.
Aquest mètode combinat amb la metodologia de la classe inversa proporciona una experiència educativa on es desenvolupen múltiples competències clau, s'augmenta la cohesió social i es comparteixen les bones experiències i/o pràctiques gràcies a les TIC. Seguint aquesta línia, i per aplicar la unió d'aquests mètodes, els estudiants haurien de visionar la part teòrica dels continguts a casa i resoldre de forma cooperativa uns problemes, plantejats prèviament, d'índole social i que afecten directament a la comunitat que els envolta. La resolució d'aquests no quedaria sols reflectida en les activitats, debats, etc. realitzats a classe, sinó que haurien, en aquest temps de classe (i d'altre afegit si es considera), dur a terme aquesta solució que han esbrinat de forma pràctica i beneficiosa per a la comunitat.

### Flipped Classroom + Just in Time
Just in Time és una estratègia d'aprenentatge en la que els alumnes realitzen una tasca abans de la classe i el professor, després d'analitzar les respostes aportades pels estudiants, adapa “just a temps” els materials educatius o les activitats de la sessió per a donar resposta a les necessitats d'aquests. La combinació amb el Flipped Classroom permet que l'alumne rebi informació sobre un tema concret, generalment en format audiovisual i, tot seguit, realitzi les activitats pròpies del Just in Time.
Els avantatges d'aquestes dues metodologies combinades són nombroses. Per una banda, es disposa d'un registre d'aquelles persones que han dut a terme la tasca abans de començar la classe (independentment de si les respostes són correctes o no). Per altra banda, els docents disposen de més informació per a preparar la classe, ja que coneixen millor el que els alumnes necessiten a partir de les respostes dels qüestionaris.
Amb aquest tipus de metodologies aconseguirem que els alumnes estudien els continguts prèviament i intenten comprendre amb autonomia. L'alumnat arriba a classe amb els continguts sabuts per tant la interacció estudiant-estudiant, docent-estudiant és participativa i productiva.
Els requisits bàsics d'una Flipping Classroom amb Just in Time Teaching exitosa són:
Generació de recursos per a l'estudi previ i la seva comprovació.
Gestió i ús del feedforward procedent dels alumnes.
Replantejament de les activitats a classe en funció de les dificultats de comprensió dels alumnes.
Generació de recursos hipermèdia per tal de possibilitar els estudis previs i la seva comprovació.
Conscienciació prèvia reforçada amb sistemes de recompensa a canvi d'accions (gamificació) i amb accions del professor que demostren als estudiants que els professors estudien meticulosament les seves respostes i que generen feedback a partir d'aquestes.

## Modalitats de Flipped Classroom
Per tal de millorar l'aprenentatge, personalitzant l'educació de manera individualitzada han sorgit diferents variants. El model d'aprenentatge Flipped Classroom permet implementar amb èxit diferents metodologies: Flipped Learning Forte, Flip In Colours i Flipped Mastery Learning.

### Flipped Classroom Forte
En aquesta variant intensificada del Flipped Classroom, evolució del Just in Time Teaching, els alumnes reben la informació i l'assimilen fora de l'aula. Un cop acabat aquest procés, són ells mateixos els que envien al professors els seus dubtes sobre el material rebut. El docent respon per e-mail els dubtes més urgents i envia la informació a tots els alumnes, fins i tot a aquells que no han enviat cap pregunta i als que no han contestat al qüestionari previ. En aquesta metodologia, la percepció dels docents per part dels alumnes millora considerablement, ja que els professors mostren un major compromís amb l'aprenentatge dels seus estudiants.
El docent també pot obrir fòrums online sobre els conceptes que han presentat més dificultat. El Flipped Learning Forte utilitza mètodes d'avaluació formativa com ara el Team Based Learning, el Just in Time Teaching, PEPEOLA (Preparació i Estudi Previ per Avaluació On Line Automàtica) o el Peer Learning.
L'inconvenient del Flipped Learning Forte és que exigeix un esforç extra per part del docent per a contestar els dubtes dels alumnes, que és proporcional al nombre d'alumnes que s'ha de compensar amb metodologies complementàries. Les seves avantatges principals són les millores en nivells d'aprenentatge, mesurats en exàmens d'avaluació i en la valoració feta pels alumnes de l'activitat docent dels professors.

### Flipped Classroom in Colours
Amb aquesta metodologia els alumnes, un cop han revisat els materials a casa i han contestat el qüestionari tot enviant els seus dubtes referents a la informació rebuda, classifiquen les preguntes en diferents tipologies, marcant-les amb colors diferents.
Les preguntes marcades amb color negre necessitaran una explicació per part del professor, i d'aquestes, aquelles que precisin una investigació per part del docent estaran marcades amb groc. Aquells dubtes que puguin ser explicats per un altre company estaran marcats amb color verd i els vermells seran els que sorgeixin com a resultat d'una falta de comprensió del concepte treballat. Les preguntes que puguin ser adequades per a una prova d'avaluació estaran marcades amb blau i aquelles que puguin iniciar un debat, ja sigui presencial o virtual, en taronja. Per acabar, estaran marcades amb color lila aquelles preguntes que puguin ser aptes per a iniciar un procés d'investigació per part dels alumnes.
La metodologia Flipped in Colours serveix als docents per a classificar les preguntes urgents de l'alumnat i utilitzar-les per a generar activitats de classe i avaluació formativa.

### Flipped Mastery Learning
El mastery learning consisteix en treballar amb cada estudiant en cadascuna de les àrees d'habilitat fins que l'estudiant aconsegueixi els objectius establerts per a poder passar al següent nivell.
Els components del Mastery Learning són:
1.	Els alumnes treballen en grups o individualment al ritme més adient per a cadascú.
2.	El docent realitza l'avaluació formativa i estableix el nivell de comprensió que ha aconseguit cada un dels estudiants.
3.	L'alumnat demostra que ha aconseguit els objectius en realitzar l'avaluació sumativa.
4.	Els estudiants que no superen les diferents avaluacions rebran un reforç.
El Mastery Learning millora els resultats dels estudiants, però el treball del docent és més costós perquè implica un sistema d'avaluació personalitzat, ja que els estudiants van adquirint els objectius a diferents ritmes. Les eines d'avaluació automàtiques (screencast, Moodle, blackboard, Schoology, jupiter Ed, Quia, etc.) han aconseguit que la metodologia Mastery Learning sigui fàcil d'aplicar. Aquesta metodologia disposa d'un enorme potencial al camp de l'educació online i als MOOCs. A les plataformes educatives (LMS) com Moodle o Schoology, els estudiants poden anar avançant al seu propi ritme fins a assolir els objectius establerts. Al context dels MOOCs, cada estudiant disposa del temps que necessiti per a adquirir els coneixements d'una unitat i poder passar a la següent.
Aquest model està format per cinc estadis:
1.	Instrucció directa mitjançant vídeos creats pels docents.
2.	Pràctica: els estudiants practiquen a classe el que han après als vídeos.
3.	Aprofundir: els estudiants desenvolupen tasques d'un major nivell cognitiu en forma d'experiment, debat o redacció.
4.	Avaluació: les avaluacions seran formatives i sumatives.
5.	Correcció: si els estudiants no han aconseguit els objectius fixats, se'ls donaran tasques apropiades de reforç per a solucionar-ho i, a més a més, una altra avaluació.
Els cinc consells perquè la implementació del Flipped Mastery funcioni són:
1.	Establir objectius setmanals.
2.	“Mastery Checks”: fer avaluació formativa, que millora l'aprenentatge, i descartar els tests.
3.	Eliminar les cues dels estudiants per a fer preguntes al docent. En canvi, es proposa donar pistes visuals. Per exemple, hi ha docents que utilitzen sets de gots de colors per a identificar quins estudiants necessiten ajuda.
4.	Fer avaluacions sumatives utilitzant plataformes com Moodle on es poden crear tests autocorregibles.
En definitiva, la clau perquè el Mastery Learning sigui possible és simplificar.

## Eines

### Repositoris
L'IEEE (Institute of Electrical and Electronics Engineers, 2001) defineix l'objecte d'aprenentatge com: “qualsevol entitat digital, o no digital, que pot ser utilitzada, reutilitzada o referenciada durant un procés d'aprenentatge recolzat per la tecnologia”. Mentre que la UNESCO (2002) defineix l'OER (Open Educational Resource) com "el recurs educatiu entès com aquells materials en format digital que s'ofereixen de manera gratuïta i oberta per educadors, estudiants i autodidactes pel seu ús i el re-ús en l'ensenyament, l'aprenentatge i la investigació.”
Els nous escenaris educatius afavoreixen una demanda creixent d'aquests tipus de recursos oberts, modulars, flexibles, adaptables i de qualitat en tots els nivells i àrees d'aprenentatge, inclosa la universitària, que poden ser utilitzats i adaptats en diferents circumstàncies i contexts didàctics.
Per tot plegat, és important recordar que la funció bàsica d'un repositori d'objectes per a l'aprenentatge és ser un sistema de programari que emmagatzemi recursos educatius i les metadades d'aquests recursos (o tan sols aquests recursos), i que proporcioni algun tipus d'interfície de cerca dels recursos esmentats. Els repositoris d'objectes d'aprenentatge són llocs per a distribuir i intercanviar continguts, i així les comunitats d'usuaris que s'agrupen entorn de cadascun d'aquests repositoris s'enriqueixen a si mateixes gràcies a les contribucions dels seus membres.
Per aquest motiu i tenint en compte la classe inversa, a continuació s'esmenten alguns repositoris que proporcionen accés a col·leccions d'objectes d'aprenentatge:

La Khan Academy és un gran recurs d'aprenentatge

| ARIADNE Foundation                          | KHAN ACADEMY                                   | MIT OPEN COURSE WARE   | THE ORANGE GROVE Arxivat 2015-11-10 a Wayback Machine. |
| ------------------------------------------- | ---------------------------------------------- | ---------------------- | ------------------------------------------------------ |
| PROYECTO AGREGA                             | OER COMMONS                                    | Open COURSE LIBRARY    | AMSER                                                  |
| CONNEXIONS                                  | EDUCAREX Arxivat 2018-04-09 a Wayback Machine. | JORUM                  | EDUALTER Arxivat 2018-03-27 a Wayback Machine.         |
| ALEXANDRIA                                  | DIRECTORI WEBQUESTS                            | MEDIATECA EDUCA MADRID | CELEBRATE Arxivat 2015-01-11 a Wayback Machine.        |
| NCLOR Arxivat 2015-02-22 a Wayback Machine. | WEB 2.0                                        | MDX                    | GLOBE                                                  |
| MERLOT                                      | MERLÍ Arxivat 2015-11-15 a Wayback Machine.    | CANARIAS               | CURRIKI                                                |

### Activitats
L'aula es dedica a la realització d'activitats, la discussió, la resolució de dubtes, les tasques més creatives, etc. Activitats que requereixin la presència i assessorament del docent i que li permetin saber quins coneixements i habilitats han assolit els estudiants. Es poden a més oferir una sèrie d'activitats encara més creatives i lúdiques a tots els que vagin completant els objectius mínims de cada sessió. Aquestes activitats poden ser, per exemple, jocs, reptes o petits projectes, les referències dels quals es poden incloure en un document en línia, o en un board (pissarra) de Pinterest, al qual aconsegueixen accés al completar els objectius mínims.
Amb el model flipped classroom, les classes presencials se centren en el desenvolupament del coneixement a través d'estratègies d'aprenentatge actiu com discussions, problemes, estudi de casos, activitats en grup o aprenentatge experiencial. Està demostrar que "invertir la classe pot millorar l'adquisició de conceptes més enllà de la memorització i el coneixement bàsic" (Berrett, 2012 i Casasola, 2017). D'altra banda, alguns estudis assenyalen certa resistència a aquest model per part dels estudiants, ja que requereix un treball i reflexió més rigorós a classe (Lieberman, 2017).
Quant als docents, cal tenir en compte que aquest model no representa una descàrrega de treball. Ben al contrari, els professors han de dedicar més temps a la preparació de classes per a enllestir vídeos de continguts o altres materials que s'han de treballar fora de l'aula (si no s'utilitzen materials trobats en repositoris), alhora que dissenyen pràctiques per a realitzar dins la classe amb avaluacions eficients per a mesurar el seu impacte.
Existeixen quatre grups d'activitats bàsiques que permeten invertir l'aula:
Lectures de llibres de text:

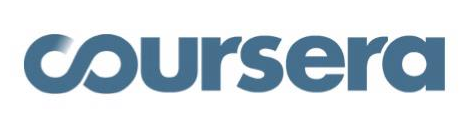
COURSERA ofereix MOOCs de temàtica variada des del 2011

- Vídeos de YouTube, Khan Academy, MIT OpenCourseWare o COURSERA.
- Lliçons enregistrades per professionals.
- PDFs amb indicacions per resoldre problemes/dubtes (tutorials).
- Presentacions Power Point.
- Vídeos explicatius per resoldre problemes/dubtes (tutorials).

Incentius perquè els estudiants es preparin per classe:
- Discussions en grups petits.
- Pràctiques de resolució de problemes a classe.
- Debats de grup.
- Projectes de grup.

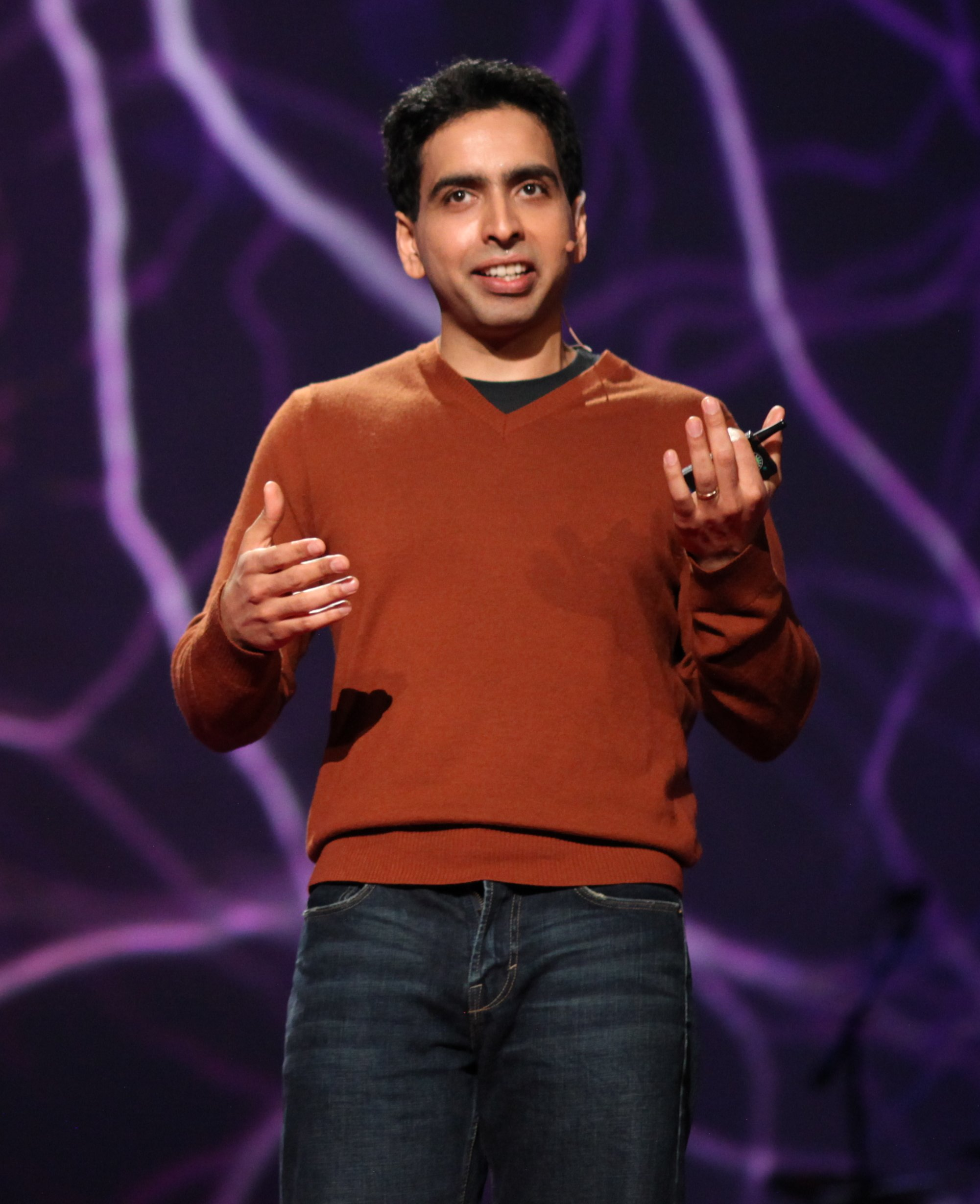
Salman Khan, fundador de Khan Academy

Mecanismes per a avaluar la comprensió:
- Activitats d'avaluació formativa.
- Avaluació entre iguals (peer-evaluation) de tasques escrites o problemes.
- Tasques d'autoavaluació.
- Fitxes prèvies.
- Qüestionaris previs en línia.

Activitats a l'aula centrades en nivells cognitius superiors:
- Preguntes conceptuals.
- Aplicació al món real.
- Anàlisi i síntesi de dades.
- L'exposició als materials abans de classe permet als estudiants disposar de més temps per a familiaritzar-se amb els continguts abans d'implicar-se amb ells més activament dins les aules.[54]

### Aplicacions útils pel Flipped Classroom
Existeixen moltes Apps que es poden utilitzar pel Flipped Classroom. A continuació, s'anomenen algunes de les aplicacions més útils a l'hora de “flippejar” l'aula.

#### Flipped Primary
Es tracta d'una aplicació gratuïta disponible per a Android i iOS creada per Miguel Ángel Azorín, professor d'educació física. Està pensada per a alumnes de Primària i permet treballar a partir de vídeos explicatius. Podem trobar-hi més de 2.000 vídeos de totes les matèries, és a dir: anglès, educació física, llengua, matemàtiques, ciències naturals, ciències socials, música i religió.
A més a més, al final de cada unitat s'inclou un concurs de preguntes que permet saber al professor si els seus alumnes han adquirit correctament els coneixements del vídeo.

#### Explain Everything
Aquesta aplicació proporciona una pissarra blanca virtual que el professor pot compartir amb els alumnes. Aquests, al seu torn, poden editar-la tot afegint informació de forma col·laborativa. També és gratuïta i està disponible per a dispositius iOS, Android i Windows.

#### EDpuzzle
Serveix per a retallar vídeos, insertar notes d'àudio o gravar la teva pròpia veu. A més a més, permet afegir-hi preguntes, localitzar un vídeo en diversos espais com YouTube, Khan Academy o LearnZillion o fins i tot pujar els teus propis vídeos. També permet comprovar al professor quan ha visualitzat l'estudiant el vídeo i quant de temps li ha dedicat a la tasca, apart de corregir les seves respostes.

#### Knowmia Teach
Aquesta aplicació permet planificar lliçons i gravar-les a través de vídeos curts que, al publicar-los, qualsevol usuari pot consultar. És gratuïta i permet combinar recursos visuals de múltiples fonts i també permet emprar la veu o el rostre en ells.

#### ShowMe Interactive Whiteboard
Amb aquesta aplicació es poden gravar tutorials d'àudio sobre la imatge d'una pissarra per a compartir-los en línia després. En aquestes imatges se'n poden insertar d'altres i existeixen les opcions de dibuixar i esborrar, adaptar la longitud i compartir-lo o mantenir-lo en privat, entre d'altres opcions. A més a més, és gratuïta i serveix per a iOS i Android.

#### Penultimate
Serveix per a prendre notes a classe directament sobre la pantalla tàctil de la tauleta, de la mateixa manera que ho faries sobre un paper. Gràcies a la tecnologia de tinta, els traços es veuen de manera molt clara i també compta amb un mode de protecció del canell, que evita que es taqui la pàgina al recolzar-hi les mans. Les notes poden guardar-se en llibretes personalitzades per tema, projecte o categoria i es sincronitzen amb un compte d'Evernote. A més a més, es gratuïta i compatible amb iPad.

#### Screencast-O-Matic
Permet gravar en vídeo el que fas amb l'ordinador. Existeixen altres aplicacions per a fer screencasts, però aquesta és singularment versàtil i, al basar-se en la web, és compatible amb qualsevol dispositiu, a més a més de ser gratuïta.

#### PlayPosit
Aquesta aplicació permet a professors de qualsevol matèria accedir a una àmplia varietat de vídeos, concretament a més de 300.000. A més a més, disposa d'un motor d'avaluació que permet al professor conèixer allò que han après els estudiants. Disposa d'una versió gratuïta i una de pagament.

#### Relay
Es tracta d'una de les plataformes més completes que permeten al docent gravar-se en vídeo i pujar les seves lliçons per després compartir-les amb els alumnes i, a partir d'aquestes, crear proves avaluadores. Fins i tot inclou explicacions molt específiques pel professor sobre com integrar la plataforma amb les activitats de l'aula segons la metodologia del Flipped Classroom. Es realitza a través del núvol, amb la qual cosa els alumnes poden accedir-hi des de qualsevol lloc.

#### GoClass
En aquesta plataforma gratuïta el professor pot crear les seves pròpies lliçons i enviar-les als seus estudiants. Es basa en el núvol, així que tot el material penjat és totalment accessible.

#### Sophia Learning Platform
És una plataforma gratuïta que permet trobar o crear tutorials basats en un suport visual amb els conceptes que es vulguin treballar. També permet crear llistes de reproducció amb els diferents treballs o tutorials ordenats pel docent o fins i tot crear aules privades de suport individualitzat.

## Beneficis i limitacions de la classe inversa

### Beneficis
Són molt nombrosos els beneficis de la classe inversa.
- S'aprèn i es treballa en xarxa, cosa que fa que l'aprenentatge en línia pugui ser instantàniament actualitzat, emmagatzemat, recuperat i distribuït.
- Es basa en un sistema bidireccional en el qual l'estudiant adquireix un paper actiu.
- Difumina els límits del temps i la rigidesa de l'espai de formació, la qual cosa afavoreix:
  - Més flexibilitat organitzativa individual, vinculant la llar, el centre educatiu o el lloc de treball.
  - Deslocalització del coneixement.
  - Amplitud i comoditat en l'accés a qualsevol persona que disposi de connexió.
  - Desprendre's de prejudicis associats a la raça, condició social, sexe o aparença.
  - La participació profunda, reflexionada i elaborada de totes les persones implicades.
  - Alhora, permeten a un nombre més elevat d'estudiants participar en les discussions i, per tant, democratitza la participació.
  - Accés fàcil i còmode a diferents canals de comunicació i intercanvi.
  - Possibilitat d'incorporar, en un mateix entorn, estudiants i professors de diferents llocs i de diferents concepcions.
  - Afavoreix la interactivitat en diferents àmbits: amb la informació, amb el professor i entre els estudiants.

- Desperta curiositat i imaginació.
- És suggestiu i motivador.
- S'enfoca en una visió àmplia de l'aprenentatge, anant més enllà dels paradigmes tradicionals de capacitació.
- Promou una visió constructivista de l'aprenentatge: treball autònom i auto planificat, personalitzat al ritme individual de cada estudiant (just a temps o just in time i just for me), tractament de la diversitat, interacció, col·laboració, construcció social de l'aprenentatge, construcció personalitzada d'aprenentatges significatius, etc.
- Nombroses possibilitats per accedir, representar, processar, transmetre i compartir informació actualitzada.
- Tota la interacció queda emmagatzemada, organitzada i disponible de manera permanent, cosa que en facilita l'accés i, per tant, un seguiment exhaustiu.
- Els estudiants tendeixen a aprendre més ràpidament i de manera menys repetitiva.
- Alt grau d'interdisciplinarietat.
- Possibilitat de disposar d'una gran varietat de recursos o materials de qualitat de manera gratuïta o a cost molt baix les 24 hores del dia.
- Estalvia costos i desplaçament.
- Fomenta l'aparició d'autèntiques comunitats d'autoconeixement, ús del coneixement i producció.

### Limitacions
No obstant, també existeixen desavantatges o limitacions.
- De vegades és difícil discernir la validesa i actualitat dels continguts dels materials o informacions disponibles a la Xarxa.
- La Xarxa i els recursos que ofereix pot provocar addicció, ansietat i distracció.
- Sedentarisme i altres problemes físics com cefalees, cansament visual, etc.
- A causa de l'absència de referències físiques, alguns estudiants perceben els entorns virtuals com a freds i distants.
- Els diàlegs poden ser rígids i impersonals.
- Requereix un alt grau de responsabilitat i autonomia, les quals poden variar en funció de les característiques de l'estudiant.
- Pot resultar molest o "pesat" quan el material i la interacció es basa únicament en el text.
- Requereix una inversió de temps més gran per part del professor i de l'estudiant.
- Requereix més treball i esforç personal que la convencional.
- Requereix unes infraestructures mínimes: equip adequat, connexió mínima, antivirus, programaris, ...
- Hi pot haver problemes tècnics que repercuteixin en l'aprenentatge.
- Requereix conèixer el llenguatge virtual i tenir estratègies comunicatives per a optimitzar l'intercanvi.
- El professor i els estudiants necessiten unes competències tecnològiques mínimes.
- Una ràtio excessiva pot disminuir la qualitat de la formació.
- Molts cursos i continguts són de baixa qualitat.

### Conclusió: "L'efecte dòmino"
Per acabar, un bon exemple dels beneficis que pot reportar la classe inversa és el famós cas que es descriu a continuació:
"L'institut d'educació secundària Clintondale de Michigan (EUA) es distingia per ser una de les pitjors escoles de l'estat. Al 2010, més de la meitat dels estudiants del segon curs van suspendre ciències i gairebé la meitat ho van fer en matemàtiques.
El director Greg Green i el professor de Ciències Socials Andy Scheel van decidir provar de fer un experiment. Van ensenyar els mateixos continguts a dos classes. Una d'elles era inversa i l'altra era tradicional. A la primera, n'hi havien molts estudiants que ja havien suspès el curs.
Després de vint setmanes, tots els alumnes de la classe inversa van aprovar amb almenys un 6. La classe tradicional no va mostrar cap canvi en els seus resultats. Al 2011, l'escola Clintondale va invertir totes les classes.
Un problema central que tots aquells que implementen la metodologia flipped classroom han d'afrontar és com fer que la tecnologia arribi a tots els estudiants, sense distinció per raons de classe social. Després d'una enquesta, Bergman i Sams van poder constatar que el 80 % del seu alumnat tenia accés a internet. Per tant, es van haver de centrar en l'altre 20 %. Per tal de fer arribar els continguts a tothom, van gravar vídeos en ordinadors i, fins i tot, van gravar lliçons en DVDs o iPods o telèfons.
A mesura que la tecnologia s'abarateixi i es torni més ubiqua, els obstacles s'aniran fent més petits. La revolució iniciada per Bergman i Sams continuarà creixent. L'educació no tornarà a ser igual."